# Jakov Jegorovič Gine
Jakov Jegorovič Gine (rusko Яков Егорович Гине), ruski general litvanskega rodu, * 1768, † 1813.
Bil je eden izmed pomembnejših generalov, ki so se borili med Napoleonovo invazijo na Rusijo; posledično je bil njegov portret dodan v Vojaško galerijo Zimskega dvorca.

## Življenje
16. novembra 1787 je končal vojaško šolo in bil kot podporočnik premeščen v Bombardirski polk, s katerim se je udeležil rusko-turške vojne. 11. decembra 1790 je bil povišan v poročnika. Leta 1794 je sodeloval v zatrtju poljskega upora. 11. januarja 1797 je bil povišan v štabnega stotnika ter dodeljen 8. artilerijskemu bataljonu. 4. decembra istega leta je bil povišan v stotnika in 9. decembra 1799 v majorja. 
23. junija 1803 je bil premeščen v 5. artilerijki polk, s katerim se je udeležil vojne proti Francozom leta 1805. 23. avgusta 1806 je bil premeščen v 9. artilerijsko brigado, s katero se je udeležil bojev proti Turkom. Leta 1807 se je ponovno boril proti Francozom; 19. februarja je bil povišan v podpolkovnika in 21. decembra istega leta v polkovnika ter imenovan za poveljnika 2. artilerijske brigade. 
Med veliko patriotsko vojno je bil poveljnik 21. artilerijske brigade; 27. maja 1813 je bil povišan v generalmajorja. 6. oktobra 1813 je padel med bitko za Leipzig.